# 瀬戸口町
瀬戸口町（せとぐちちょう）は、愛知県瀬戸市菱野連区の町名。丁番を持たない単独町名である。

## 地理
- 瀬戸市の南西部に位置する[8]。西を福元町、北を東赤重町・白山町、東を東菱野町、南を幡山町と隣接している[8]。
- 愛知環状鉄道線瀬戸口駅の南に位置し[注釈 1]、中央を東西に県道が通る[8]。
- 山林と農業地帯であったが急速に宅地化が進む[8]。

### 学区
市立小・中学校に通う場合、学区は以下の通りとなる。また、公立高等学校普通科に通う場合の学区は以下の通りとなる。
| 番・番地等 | 小学校               | 中学校             | 高等学校 |
| ---------- | -------------------- | ------------------ | -------- |
| 全域       | 瀬戸市立幡山西小学校 | 瀬戸市立幡山中学校 | 尾張学区 |

## 歴史

### 町名の由来
愛知環状鉄道線の建設の折、当地に設置される駅名を瀬戸口と決めた。町名設定の際、駅名にならって瀬戸口町とした。

### 沿革
- 1978年（昭和53年）12月26日 - 瀬戸市大字菱野字中島・宮前・東島・米泉・仲切・二本木・福元・白山下の各一部により、同市瀬戸口町として成立[2]。

## 世帯数と人口
2024年（令和6年）2月1日現在の世帯数と人口は以下の通りである。
| 町丁     | 世帯数  | 人口  |
| -------- | ------- | ----- |
| 瀬戸口町 | 355世帯 | 780人 |

### 人口の変遷
国勢調査による人口の推移
| 1995年（平成7年）  | 414人 | [ 12 ] |  |
| 2000年（平成12年） | 515人 | [ 13 ] |  |
| 2005年（平成17年） | 634人 | [ 14 ] |  |
| 2010年（平成22年） | 679人 | [ 15 ] |  |
| 2015年（平成27年） | 671人 | [ 16 ] |  |
| 2020年（令和2年）  | 755人 | [ 17 ] |  |

### 世帯数の変遷
国勢調査による世帯数の推移。
| 1995年（平成7年）  | 139世帯 | [ 12 ] |  |
| 2000年（平成12年） | 189世帯 | [ 13 ] |  |
| 2005年（平成17年） | 251世帯 | [ 14 ] |  |
| 2010年（平成22年） | 265世帯 | [ 15 ] |  |
| 2015年（平成27年） | 268世帯 | [ 16 ] |  |
| 2020年（令和2年）  | 315世帯 | [ 17 ] |  |

## 交通

### 鉄道
町内に鉄道は走っていない。最寄り駅は愛知環状鉄道・愛知環状鉄道線瀬戸口駅になる。

### バス
名鉄バス「本地ヶ原線」
- 【35】名鉄バスセンター - 引山 - 四軒家 - 本地ヶ原 - 菱野団地 系統 ： 瀬戸口町バス停

瀬戸市コミュニティバス「上之山線」
- 瀬戸駅前 - 文化センター - 山口駅 - サンヒル上之山 - 八草駅 系統

瀬戸市コミュニティバス「本地線」
- 陶生病院 - 瀬戸口駅 - 愛知医大 系統

以上の2路線が走っているが、町内にバス停はない。最寄りのバス停は、瀬戸口駅バス停になる。
- 瀬戸口町バス停

### 道路
愛知県道22号瀬戸環状線 ： 町の中央部を東西に通っている。

## 施設
- 瀬戸警察署 瀬戸口交番  ： 瀬戸市内にある7つの交番のうちの1つ[18]。

- 瀬戸警察署 瀬戸口交番

## その他

### 日本郵便
- 郵便番号 : 489-0941[6]（集配局：瀬戸郵便局[19]）。